# Oued Béchar
Oued Béchar est un oued du sud ouest Algérien, prend naissance au sein du massif montagneux au nord-est de Ouakda, Il traverse la ville de Béchar d'où il tire son nom et arrive jusqu'à Ksiksou puis ses eaux se perdent dans la Hamada du Guir.